# Lista över fornlämningar i Gotlands kommun (Barlingbo)
Lista över fornlämningar i Gotlands kommun (Barlingbo) är en förteckning av ett urval av de fornlämningar som finns i Barlingbo i Gotlands kommun.
| Namn           | Lämningstyp                      | Tillkomsttid | Historisk indelning | Plats | Läge                 | ID-nr          | Bild                                 |
| -------------- | -------------------------------- | ------------ | ------------------- | ----- | -------------------- | -------------- | ------------------------------------ |
| Barlingbo 1:1  | Hällristning                     |              | Barlingbo, Gotland  |       | 57.561423, 18.453826 | 11100000000308 | Ladda upp en bild av detta fornminne |
| Barlingbo 2:1  | Husgrund, förhistorisk/medeltida |              | Barlingbo, Gotland  |       | 57.563529, 18.427905 | 11000000000208 | Ladda upp en bild av detta fornminne |
| Barlingbo 2:2  | Husgrund, förhistorisk/medeltida |              | Barlingbo, Gotland  |       | 57.563601, 18.428474 | 11000000000209 | Ladda upp en bild av detta fornminne |
| Barlingbo 3:1  | Stensättning                     |              | Barlingbo, Gotland  |       | 57.567119, 18.425491 | 10089900030001 | Ladda upp en bild av detta fornminne |
| Barlingbo 4:1  | Hög                              |              | Barlingbo, Gotland  |       | 57.585671, 18.456011 | 10089900040001 | Ladda upp en bild av detta fornminne |
| Barlingbo 5:1  | Hällristning                     |              | Barlingbo, Gotland  |       | 57.576593, 18.428212 | 11100000000309 | Ladda upp en bild av detta fornminne |
| Barlingbo 5:2  | Hällristning                     |              | Barlingbo, Gotland  |       | 57.576593, 18.428212 | 11100000000310 | Ladda upp en bild av detta fornminne |
| Barlingbo 5:3  | Hällristning                     |              | Barlingbo, Gotland  |       | 57.576593, 18.428212 | 11100000000311 | Ladda upp en bild av detta fornminne |
| Barlingbo 7:1  | Gravfält                         |              | Barlingbo, Gotland  |       | 57.569295, 18.427445 | 10089900070001 | Ladda upp en bild av detta fornminne |
| Barlingbo 13:1 | Hällristning                     |              | Barlingbo, Gotland  |       | 57.573139, 18.458223 | 11100000000313 | Ladda upp en bild av detta fornminne |
| Barlingbo 26:1 | Stensättning                     |              | Barlingbo, Gotland  |       | 57.568223, 18.426394 | 10089900260001 | Ladda upp en bild av detta fornminne |
| Barlingbo 31:1 | Fornborg                         |              | Barlingbo, Gotland  |       | 57.578019, 18.438995 | 10089900310001 | Ladda upp en bild av detta fornminne |
| Endre 70:1     | Stensättning                     |              | Barlingbo, Gotland  |       | 57.590817, 18.455831 | 10091100700001 | Ladda upp en bild av detta fornminne |